# Остров Гидрографов
О́стров Гидро́графов — остров архипелага Норденшёльда. Административно относится к Таймырскому району Красноярского края России.

## География
Расположен в Карском море в северной части архипелага. Не входит ни в одну группу островов. Лежит у юго-восточного побережья острова Русский, почти вплотную к нему, расстояние между островами составляет от нескольких десятков метров до 700 метров. Между островом Гидрографов и островом Русский находится песчаная отмель. Вероятно, острова были ранее одним целым, пока перегородка между ними не была размыта.
В 2 с небольшим километрах к западу от острова Гидрографов лежит остров Шилейко, а в 4,5 километрах к югу — остров Ермолова. Кроме того, вокруг него расположено несколько небольших безымянных островов. К северо-востоку от острова находится бухта Опасная. Расстояние до континентальной России составляет около 90 километров.

## Описание
Остров имеет вытянутую вдоль побережья острова Русский форму с выступающим на юго-восток утолщением в центральной части. Длина острова составляет около 2,8 километра, ширина — от нескольких десятков метров до 1,3 километра в центральной части. Пологий, существенных возвышенностей на острове нет. Северо-западное побережье острова покрыто незакреплёнными песками. На территории острова расположено четыре небольших озёра. Три из них расположены у берегов острова и имеют лагунное происхождение. Четвёртое находится в самом центре острова Гидрографов и соединено с морем небольшим ручьём.